# Кересова одбрана
Овај чланак користи алгебарску шаховску нотацију како би се описали шаховски потези.
Кересова одбрана (позната и као одбрана кенгура или француско-индијска одбрана ) је шаховско отварање које карактеришу потези:
1. д4 е6
2. ц4 Лб4 +
Отворење је названо по естонском велемајстору Паулу Кересу .

## Историја
Ово отварање било је познато од 1840-их, а играо га је Хенри Томас Бакл у својој четвртој партији са Јоханном Ловентхалом, Лондон 1851.   Данас стандардни одговор. Лд2, препоручио је Ховард Стаунтон .

## Дискусија
Бијели може да одговори 3. Сц3, 3. Сд2 или 3. Лд2. Игра се често пребацује у Нимзо-индијску одбрану, холандску одбрану, одбијени дамин гамбит, енглеску одбрану или бого-индијску одбрану . 3. Сц3 ће вјероватно пребацити у један од тих отварања: 3. . . Сф6 (Нимзо-Индијска), 3 ... ф5 (Холандска; Корн даје 3. . . Лхц3 + 4.бхц3 ф5 !,  играо Бакл) 3 ... д5 (необичан облик одбијеног даминог гамбита), или 3 ... б6 (енглеска). Црни има исте опције након 3. Сд2, осим 3. . . Сф6 4. Сф3 је Бого-Индијска.
Послије 3. Лд2, црни може да настави са 3. . . Лхд2 + у линији Бого-Индијске, а 3 ... а5 ће се такође обично пренети у Бого-Индијску када бијели игра Сф3. Или црни може да дозволи белом да игра е4: 3. . . Де7 4.е4 д5 (Црни је добио добру игру у Ланос-Хофман-у, Сан Луис Цларин 1995 са 4. . . Сф6 5.а3 Лхд2 + 6. Схд2 д6 7. Лд3 е5 8.д5 0-0)  5. Лхб4 (5.е5 Тиман – Спрагет, Монтпелиер 1985)   Дхб4 + 6. Дд2! Дхд2 + (ако је 6. . . Сц6 затим 7. Сц3!) 7. Схд2 са благом предношћу за бијелог. 